# يان هاردمان
يان هاردمان (بالإنجليزية: Ian Hardman)‏ هو لاعب دوري الرغبي بريطاني، ولد في 8 ديسمبر 1985 في Whiston, Merseyside ‏ في المملكة المتحدة.